# Hana-Rāwhiti Maipi-Clarke
Hana-Rāwhiti Kareariki Maipi-Clarke (geboren september 2002) is een Nieuw-Zeelandse politicus die sinds de algemene verkiezingen in Nieuw-Zeeland van 2023 Te Paati Māori (de Maoripartij) vertegenwoordigt als parlementslid in het Huis van Afgevaardigden.

## Vroege leven en gezin
Maipi-Clarke heeft voorouders van verschillende inheemse stammen in Nieuw-Zeeland, waaronder de iwi's Waikato Tainui, Ngāpuhi, Ngāti Porou, Te Āti Awa, en Ngāi Tahu. De journalist Potaka Maipi is haar vader. Ze is de achternicht van Maori-taalactiviste Hana Te Hemara. Taitimu Maipi, wiens activisme in 2020 bijdroeg aan de verwijdering van het controversiële standbeeld van kapitein Hamilton uit de stad Hamilton, is haar grootvader. Wi Katene, het eerste Maori-parlementslid dat in 1872 werd benoemd tot lid van de Nieuw-Zeelandse Executive Council, was haar betover-over-overgrootvader.
Maipi-Clarke ging naar de middelbare school in Huntly. Op 17-jarige leeftijd publiceerde ze het boek Maahina over de maramataka, de Maori-maankalender. Ze werd door Rangi Mātāmua geïnspireerd om het onderwerp te onderzoeken toen hij een lezing gaf over Matariki, een ster uit de Plejaden en de Maori-naam voor de viering van de opkomst van deze ster, die voor de Maori het nieuwe jaar inluidt. In 2023 gaf ze een training aan de rugbyleague-club New Zealand Warriors over maramataka en Matariki.

## Politieke carrière

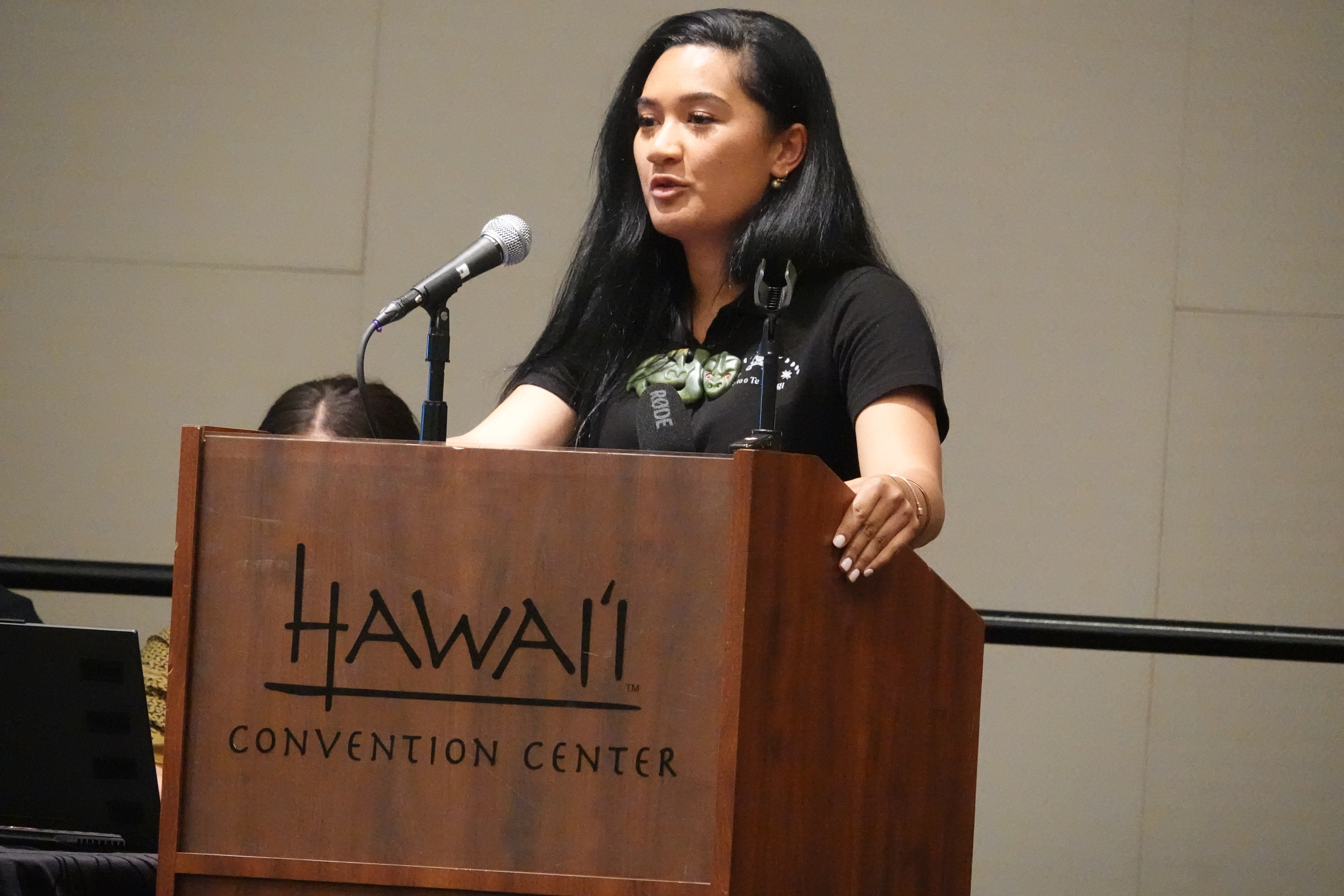
Maipi-Clarke spreekt op een Young Pacific Leaders-evenement van het Amerikaanse ministerie van Buitenlandse Zaken in 2017.

### Algemene verkiezingen 2023
Tijdens de jaarlijkse Week voor de Mãori-taal in september 2022 hield Maipi-Clarke tijdens een evenement een toespraak op de trappen van het Nieuw-Zeelandse parlementsgebouw over de erkenning van het belang van Matariki voor de Maori. Verschillende politieke partijen benaderden Maipi-Clarke daarna met het verzoek zich bij hen aan te sluiten.
Zowel Maipi-Clarke als haar vader werden overwogen door de Maoripartij als kandidaten voor het Hauraki-Waikato-kiesgebied. Uiteindelijk wilde de partij een 'jeugdig perspectief', en ze werd geselecteerd om deel te nemen aan de verkiezingen van 2023. Ze stond op de vierde plaats op de partijlijst van 2023.
Tijdens de verkiezingscampagne zijn vijf meldingen bij de politie gedaan door de Maoripartij uit bezorgdheid over de veiligheid van Maipi-Clarke, wegens verschillende incidenten in verband met Maipi-Clarke, waaronder een gestolen verkiezingsbord, een verdacht voertuig en een vermeende inbraak. De partij beschreef de incidenten als politiek gemotiveerde aanvallen, en een huisoverval. Een oudere man, naar verluidt een bekende campagnevoerder van de New Zealand National Party, kreeg in één geval een waarschuwing wegens huisvredebreuk. De politie zei dat de gemelde incidenten niet racistisch gemotiveerd of gecoördineerd leken te zijn, en voegde eraan toe dat ze geen enkel strafbaar feit kon vaststellen.

### Eerste termijn, 2023–heden
Bij de algemene verkiezingen van 2023, die op 14 oktober werden gehouden, werd Maipi-Clarke op 21-jarige leeftijd verkozen, en was daarmee het op een na jongste lid van het parlement van Nieuw-Zeeland ooit, en het jongste in 170 jaar. Het enige jongere parlementslid was James Stuart-Wortley, die loog over zijn leeftijd en op 20-jarige leeftijd werd verkozen bij de eerste algemene verkiezingen van het land in 1853.
Medio december 2023 werd Maipi-Clarke lid van de commissie Maori-zaken van het Parlement. Ze werd ook de woordvoerder namens de Maoripartij over Maori-ontwikkeling, rangatahi (jongeren), de Maori-taal, Kai-soevereiniteit (voedsel), landbouw, natuurbehoud, sport en recreatie, voedselveiligheid, bio-veiligheid en douane. Medio september 2024 werd Maipi-Clarke een van de vier ontvangers van de One Young World Politician of the Year Award 2024. De organisatie kende haar de prijs toe op basis van het feit dat 'haar betrokkenheid bij het politieke domein jonge Maori en de jongere generatie de mogelijkheid bood een stem te hebben binnen de democratie van Nieuw-Zeeland'.

#### Haka-incident in 2024
Op 14 november 2024 protesteerde Maipi-Clarke tegen de Treaty Principles Bill tijdens een zitting van het Nieuw-Zeelandse parlement. Met dit voorgestelde wetsvoorstel worden de principes achter het Verdrag van Waitangi uit 1840 tussen de Maori en de Britse Kroon verder verduidelijkt. Het verdrag formaliseerde de Britse kolonisatie van Nieuw-Zeeland en verzekerde tegelijkertijd dat de Māori’s zelfbeschikkingsrecht behielden. Zo zouden ze eigenaar blijven van bepaalde stukken land en hun taal en cultuur mogen behouden. Het Verdrag van Waitangi was destijds opgesteld in twee taalversies, een in het Engels en een in het Maori, waarvan de teksten niet volledig overeenkomen. De twee documenten verschillen fundamenteel van elkaar als het gaat om de toepassing en interpretatie van bepaalde rechten en plichten. Maori-groeperingen en critici van het wetsvoorstel stellen dat het nieuwe voorstel de gevestigde interpretaties van het verdrag in gevaar brengt en de traditionele rechten van de Maori ondermijnt.
Maipi-Clarke maakte tijdens de zitting over de eerste lezing de stempositie van haar partij bekend: zes stemmen tegen. Ze verscheurde vervolgens haar exemplaar van het wetsvoorstel, terwijl ze een traditionele dans voor de Maori, oftewel een haka, "Ka Mate" inzette. Hierna schorste de voorzitter van het parlement, Gerry Brownlee, het parlement voor twintig minuten, en Maipi-Clarke voor 24 uur. De video van de haka in het parlement werd online honderden miljoenen keren bekeken. Op 10 december 2024 verwees de voorzitter Maipi-Clarke samen met de leiders van de Maoripartij, Rawiri Waititi en Debbie Ngarewa-Packer en Labour-parlementslid Peeni Henare naar de Privileges Committee vanwege hun betrokkenheid bij de haka tijdens die eerste lezing van het wetsvoorstel.
Op 1 april 2025 weigerden Maipi-Clark, Waititi en Ngarewa-Packer te verschijnen voor de Privileges Committee, omdat hun belangrijke wettelijke rechten waren ontzegd, zoals een gezamenlijke hoorzitting; daarnaast waren er beperkingen opgelegd op hun juridische bijstand door advocaat Christopher Finlayson; werd hun een getuigenis door deskundige Tā Pou Temara, een autoriteit op het gebied van tikanga (Maori-cultuur) ontzegd; werden agendaconflicten aangaande het moment van de hoorzitting genegeerd; en hadden ze zorgen over disciplinaire maatregelen tegen Maipi-Clarke. Op 2 april bevestigde Judith Collins, voorzitter van de Privileges Committee, dat de geplande hoorzitting over de privileges zou doorgaan, ongeacht of de drie parlementsleden van de Maoripartij zouden komen opdagen. Als reactie hierop kondigde de leiding van de Maoripartij aan dat de drie de hoorzitting zouden boycotten en hun eigen 'alternatieve onafhankelijke hoorzitting' zouden houden. De hoorzitting door de Privileges Committee deden ze af als een 'kangoeroerechtbank'.
Op 14 mei adviseerde de Privileges Committee aan het parlement om Maipi-Clark, Ngarewa-Packer en Waititi te berispen voor 'handelen op een manier die intimiderend zou kunnen zijn voor een lid van het Parlement tijdens het uitvoeren van zijn taak' tijdens het haka-protest. Zij adviseerden om Maipi-Clark zeven dagen uit het parlement te schorsen en de twee leiders van de Maoriepartij 21 dagen. In haar reactie hekelde Maipi-Clark de schorsing als 'zeer onrechtvaardig, oneerlijk en ongegrond... Het ging niet om het proces, dit is persoonlijk'. Het parlement moest vervolgens stemmen over de vraag of de straf zou worden opgelegd. Op 20 mei 2025 nam het parlement de motie van 'Leader of the House' Chris Bishop aan, waarin werd bepaald dat het parlementaire debat over de schorsing van de parlementsleden moest worden uitgesteld tot 5 juni, zodat ze op 22 mei in ieder geval wel deel konden nemen aan het begrotingsdebat. Op 5 juni stemde het parlement ermee in om Maipi-Clark zeven dagen te schorsen, en Ngarewa-Packer en Waititi voor 21 dagen. De schorsingen voor de politici van de Maoripartij zijn de langste in de geschiedenis van de volksvertegenwoordiging.

## Visies en standpunten
Tijdens haar eerste toespraak in december 2023 bekritiseerde Maipi-Clarke de coalitieregering onder leiding van de Nieuw-Zeelandse Nationale Partij. Volgens haar had deze 'mijn hele wereld vanuit elke hoek aangevallen'. Zij noemde verder de gezondheid, het milieu, water, land, natuurlijke hulpbronnen en kinderen als de belangrijkste gebieden waarover onenigheid bestond met de regering.
Maipi-Clarke heeft haar steun uitgesproken voor het verlagen van de stemgerechtigde leeftijd naar 16 jaar.

## Prijzen
In december 2024 werd Maipi-Clarke opgenomen in de BBC-lijst van 100 vrouwen. Ze won in 2024 de One Young World Politician of the Year Award, een internationale prijs voor jonge politici.